# Marcel Riffard
Pour les articles homonymes, voir Riffard.
Marcel Riffard est un ingénieur et aérodynamicien français, né le 30 novembre 1886 à Villa Ocampo, Santa Fe (Argentine) et décédé le 9 juillet 1981 à Versailles en France. 
Il travailla essentiellement dans l'aéronautique, où il fut le père de nombreuses avancées technologiques, mais s'intéressa également à divers sujets, tels que la motorisation ou l'automobile.

## Formation
Très doué pour les mathématiques, il passe en 1903 le Concours général dans cette discipline, et fournit sept solutions à un problème pour lequel Henri Poincaré en avait donné cinq. Il poursuit ses études en classes préparatoires à Saint-Étienne mais renonce à poursuivre vers une grande école et travaille deux ans pour la Société des Pneumatiques Samson (octobre 1905-octobre 1907) avant d'effectuer son service militaire (1907-1909).

## Aéronautique

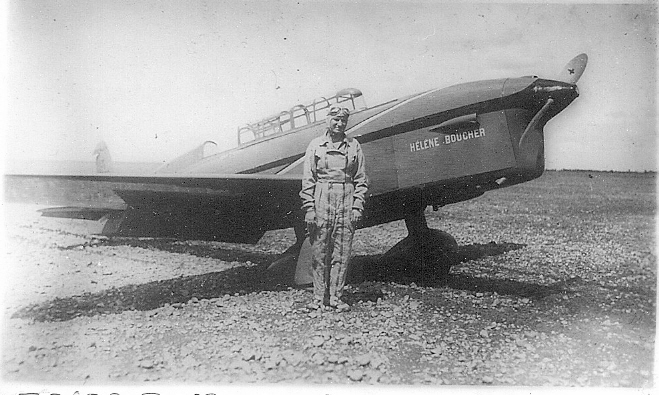
Hélène Boucher devant son Caudron C.460 Rafale.

- En 1909, Marcel Riffard a élaboré un modèle réduit d'hélice à pas variable commandé électriquement.

- En 1910, associé aux aviateurs Robert Martinet et Georges Legagneux, il conçoit le premier appareil entièrement métallique, un monoplan.

- En 1912, il réalise le premier avion sanitaire. Dans la foulée, il invente un dispositif anti-givrage et un volet thermorégulateur pour les moteurs à refroidissement par eau.

- En 1917, il est responsable du bureau d'études de Breguet, puis entre 1923 et 1926, il assure la direction technique de Monge et de 1926 à 1930 il dirige le bureau d'études de Clichy de la Société de Constructions Aéronautiques d'hydravions Lioré et Olivier. Il construit plusieurs hydravions : LeO H-180, H-24 et H-242.

- De 1932 à 1940, il travaille  pour la société Caudron-Renault, il y conçoit entre autres les « Rafale » et les « Simoun » qui s'illustrèrent en particulier dans la Coupe Deutsch de la Meurthe et sur lesquels il appliqua l'« aile crocodile »[3] ainsi que d'autres appareils dont les Caudron C.690. Marcel Riffard est dépendant direct de François Lehideux, patron de Renault de l'époque.

- Dans les années 1950, Riffard dessinera pour la firme Panhard, plusieurs voitures de course (Panhard Riffard) qui courront au 24 heures du Mans et lors du tour de France automobile 1953 entre autres.

Ces connaissances en aérodynamique étaient, pour Panhard, un plus dans sa politique de performance carrosserie (Cx) qui donnait suite à une première épreuve effectuée en 1948 avec la Dynavia (Dyna Aviation) qui conjuguait la technique de l'aviation avec l'automobile.

## Viva Grand Sport

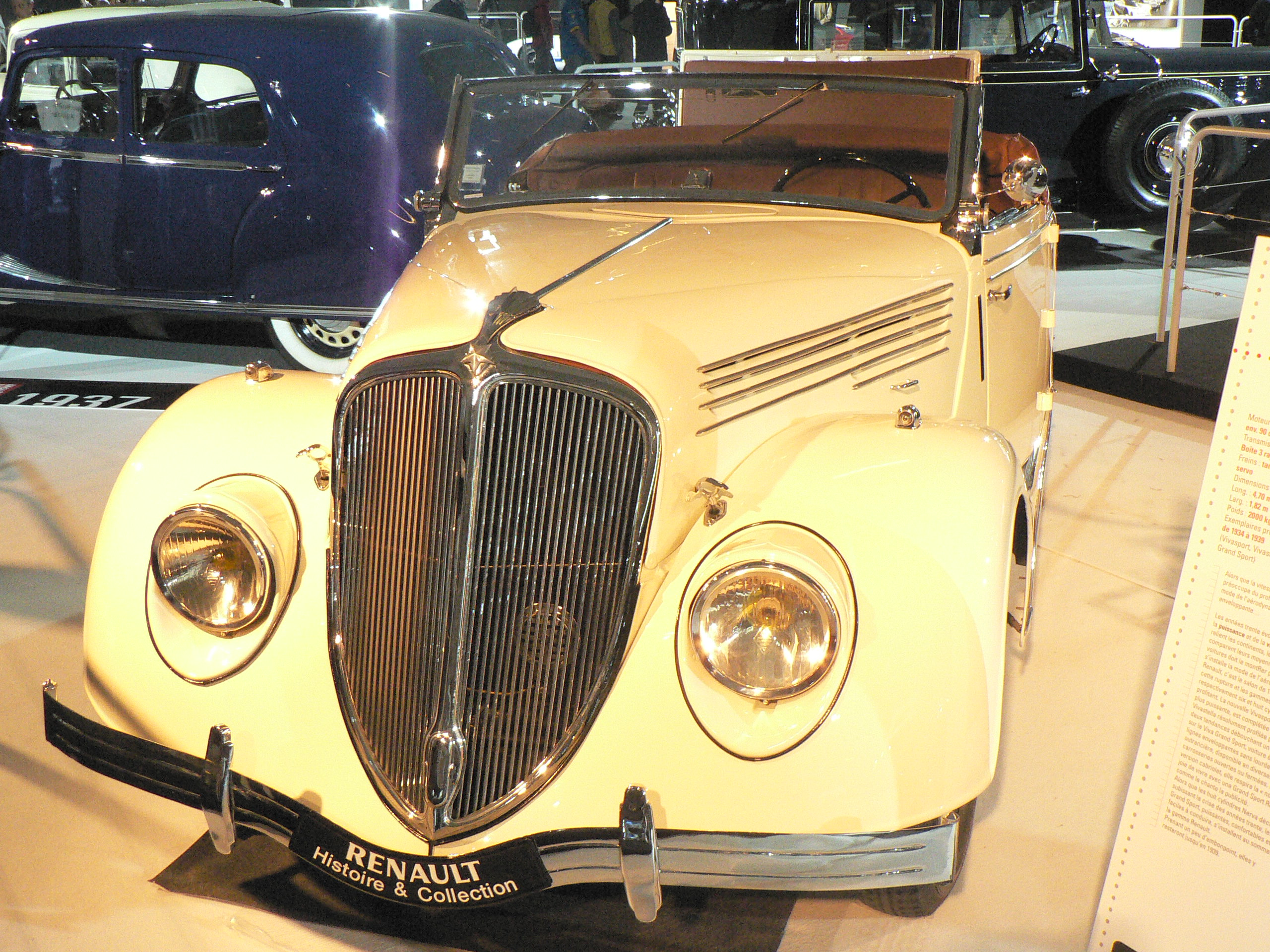
Renault Viva Grand Sport.

Dans sa collaboration avec Renault, Marcel Riffard a dessiné la Renault Viva Grand Sport (appelée Vivastella Grand Sport avant 1935). La Viva Grand Sport sera présentée au Salon de Paris en 1934 avec la Nervastella. C'est une automobile qui a été fabriquée par Renault entre 1934 et 1939. Riffard qui a déjà dessiné des avions profilés réalise une carrosserie spécialement étudiée pour l'aérodynamisme. Très large (1,72 m), elle permet l'installation de 3 personnes de front. Elle adopte un moteur 6 cylindres en ligne de 4,1 litres de cylindrée en position longitudinale à l'avant.
La société Renault utilise la célébrité d’Hélène Boucher pour promouvoir sa voiture sport de prestige, la Vivasport 6 cylindres (130 km/h, 16 litres aux 100 km pour un prix de 27 700 Francs).
Il décède à Versailles dans les Yvelines le 9 juillet 1981 et est inhumé à Chaville dans les Hauts-de-Seine.

## Distinctions
- Officier de la Légion d'honneur
- Commandeur de l'ordre national du Mérite